# D. J. Caruso
D. J. Caruso (* 17. Januar 1965 in Norwalk, Connecticut, als Daniel John Caruso Jr.) ist ein US-amerikanischer Regisseur und Filmproduzent.

## Leben und Wirken
D. J. Caruso studierte Television Production an der Pepperdine University.
Seine Karriere als Regisseur begann er als Second-Unit-Regisseur bei John Badham. Später inszenierte er Episoden verschiedener Fernsehserien wie The Shield – Gesetz der Gewalt oder Smallville. Seinen ersten Spielfilm drehte er 1999 mit dem Fernsehfilm Black Cat Run – Tödliche Hetzjagd. Es folgten diverse Regiearbeiten für Film und Fernsehen, darunter mehrere Actionfilme.
Caruso ist seit 1991 verheiratet und Vater von sechs Kindern.

## Filmografie (Auswahl)

### Als Regisseur
- 1997: Cyclops, Baby
- 1998: Black Cat Run – Tödliche Hetzjagd (Black Cat Run, Fernsehfilm)
- 2002: The Salton Sea
- 2002, 2006: The Shield – Gesetz der Gewalt (The Shield, Fernsehserie, 4 Folgen)
- 2004: Taking Lives – Für Dein Leben würde er töten (Taking Lives)
- 2005: Das schnelle Geld (Two for the Money)
- 2007: Disturbia
- 2008: Eagle Eye – Außer Kontrolle (Eagle Eye)
- 2011: Ich bin Nummer Vier (I Am Number Four)
- 2013: Standing Up
- 2016: The Disappointments Room
- 2017: xXx: Die Rückkehr des Xander Cage (xXx: Return of Xander Cage)
- 2022: Redeeming Love – Die Liebe ist stark (Redeeming Love)
- 2022: The Terror Room (Shut In)

### Als Produzent
- 1994: Drop Zone
- 1999: Spiel auf Leben und Tod (Mind Prey, Fernsehfilm)
- 2002: Crazy as Hell